# Schloss Obersüßbach

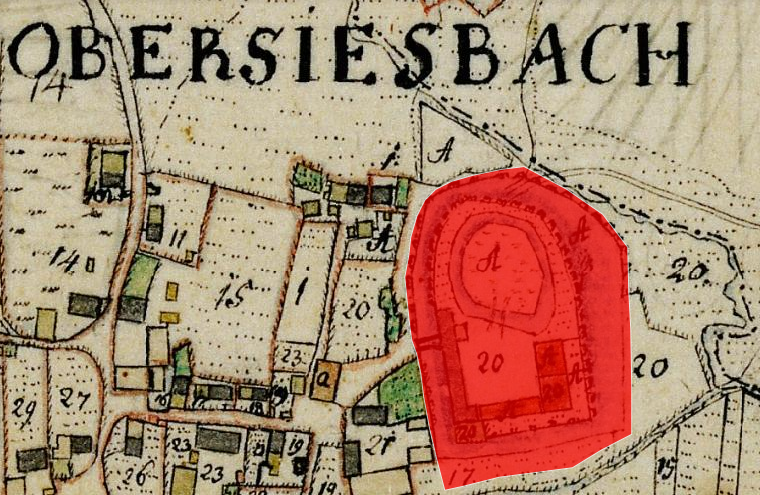
Lageplan von Schloss Obersüßbach auf dem Urkataster von Bayern

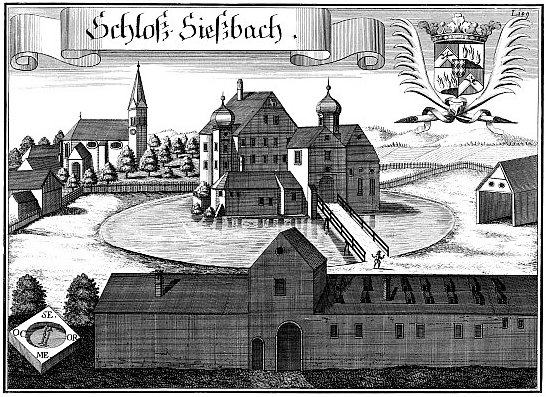
Schloss Obersüßbach nach einem Stich von Michael Wening (1726)

Das abgegangene Schloss Obersüßbach (Schloss Sießbach) lag in der niederbayerischen Gemeinde Obersüßbach im Landkreis Landshut. Die Anlage wird als Bodendenkmal unter der Aktennummer D-2-7337-0020 als „untertägige mittelalterliche und frühneuzeitliche Befunde im Bereich des abgegangenen Schlosses von Obersüßbach mit ehem. Wassergraben und Nebengebäuden, darunter die Spuren von Vorgängerbauten bzw. älteren Bauphasen und abgebrochenen Gebäudeteilen“ geführt.

## Geschichte
Süßbach gehörte zum Amt Teisbach und zur Obmannschaft Loiching. 1635 verpflichtet sich für die Besitzerinnen der Hofmark Puchberg (Maria Sidonia und Clara von Puchberg sowie Sidonia von Rödern, Tochter der Anna Auerin zu Tobl, geborene von Puchberg) der Gemahl der Maria Sidonia, Johann Franciscus Freiherr von Gumppenberg zu Pöttmes und Süßenbach.

## Beschreibung
Das Schloss Obersüßbach bzw. die frühere Niederungsburg lag zwischen zwei Zuflüssen zum Süßbach, der zum Further Bach und in der Folge zur Pfettrach führt. Das quadratische Schlossgebäude stand auf einer 40 × 45 m großen Insel, die von einem 6 m breiten Wassergraben umschlossen war. Von Süden führte eine Holzbrücke zu dem Schloss. Außerhalb befanden sich in U-Form angeordnete Wirtschaftsgebäude. Die Größe der ganzen Anlage betrug 70 m in der Breite (in West-Ost-Richtung)  und 115 m in der Länge (in Nord-Süd-Richtung), sie war von einem Holzzaun umschlossen. Nach dem Stich von Michael Wening bestand das Schlossensemble aus mehreren Gebäuden: Zu sehen ist ein dreistöckiges Torhaus, an das sich im Westen ein einstöckiges Gebäude anschließt. Das eigentliche Schlossgebäude ist ebenfalls dreistöckig und mit einem steilen Satteldach bedeckt, an der Südwestecke befindet sich ein Turm mit einer Zwiebelhaube. Ein ähnlicher Turm steht im Osten der Anlage bei der 1794 abgebrochenen Schlosskapelle. Die Ortskirche St. Jakobus der Ältere von Obersüßbach liegt aber 230 m nördlich des Schlosses.